# Wolfgang J. Bock
Wolfgang Joachim Bock (* 1. Oktober 1935 in Leipzig; † 22. Januar 2008 in Neuss) war ein deutscher Neurochirurg sowie Ordinarius und Chefarzt für Neurochirurgie der Universität Düsseldorf.

## Leben
Bock studierte ab 1955 in Berlin und Münster Humanmedizin und schloss sein Studium 1962 mit dem medizinischen Staatsexamen. Im selben Jahr wurde er nach Anfertigung einer Dissertationsschrift zum Thema „Die Beeinflussung der Rh-Antigen-Antikörper-Reaktion durch Antirheumatica“ an der Westfälischen Wilhelms-Universität zum Dr. med. promoviert. Seine Weiterbildung zum Neurochirurgen begann er bei Hans Kuhlendahl in Düsseldorf und setzte sie 1968 am Universitätsklinikum Essen fort. 1971 erhielt er die Anerkennung als Facharzt für Neurochirurgie, habilitierte sich 1972 für das Fach und wurde 1975 in Essen zum außerplanmäßigen Professor ernannt. 1979 berief die Universität Düsseldorf Wolfgang J. Bock als Nachfolger seines früheren Lehrers Kuhlendahl auf den Lehrstuhl für das Fach Neurochirurgie, verbunden mit der Direktorenstelle an der neurochirurgischen Universitätsklinik.
Wolfgang J. Bock engagierte sich in zahlreichen Ehrenämtern, zum Beispiel als langjähriges Vorstandsmitglied und Vizepräsident der Hannelore-Kohl-Stiftung für Verletzte mit Schäden des ZNS und als Mitglied des Kuratoriums des Deutschen Krankenhausinstituts, von 1996 bis 2003 als stellvertretender Vorsitzender des Kuratoriums für Fragen der Klassifikation im Gesundheitswesen (KKG).
Er war von 1988 bis 1990 Präsident der Deutschen Gesellschaft für Neurochirurgie, die ihm 2001 die Wilhelm-Tönnis-Medaille verlieh, und bis zu seinem Tod Vorsitzender der Deutschen Gesellschaft für die Geschichte der Nervenheilkunde.
Seit 1996 bis zu seinem Tod hatte Wolfgang J. Bock im Präsidium der Arbeitsgemeinschaft der Wissenschaftlichen Medizinischen Fachgesellschaften (AWMF) das Amt des Schatzmeisters inne, seit 1999 leitete er als Nachfolger von Karl-August Bushe den Arbeitskreis „Ärzte und Juristen“ der AWMF.

## Auszeichnungen
- 2001 erhielt er für sein ehrenamtliches Engagement in der wissenschaftlichen Medizin das Bundesverdienstkreuz 1. Klasse